# Élections législatives barbadiennes de 1991
Les élections législatives barbadiennes de 1991 se déroulent le 22 janvier 1991 à la Barbade afin de renouveler les 28 membres de l'Assemblée. Le scrutin voit la victoire du Parti travailliste démocrate (DLP) au pouvoir, qui remporte 18 des 28 sièges. Le Parti travailliste de la Barbade (BLP), dirigé par Henry de Boulay Forde, remporte 10 sièges, soit sept de plus qu'aux élections de 1986. Le taux de participation est de 63,72 %. Le chef du DLP, Lloyd Erskine Sandiford, reste Premier ministre.
Il s'agit des premières élections législatives auxquelles participe le Parti démocrate national (en) (NDP), fondé en 1989 par quatre députés du DLP ayant fait défection, emmenés par l'ancien ministre des Finances Richard Haynes. Bien que le parti obtienne près de 7 % des voix au niveau national, les quatre députés perdent leur siège et aucun autre candidat du NDP n'est élu.

## Système politique et mode de scrutin
La Barbade est une monarchie parlementaire et un royaume du Commonwealth, c'est-à-dire un État indépendant qui reconnaît comme chef d'État symbolique la reine Élisabeth II en tant que reine de la Barbade. Cette dernière est représentée sur place par un gouverneur général. Le pouvoir exécutif est exercé par le Premier ministre, chef du gouvernement, choisi par le Parlement.
L'Assemblée est la chambre basse du parlement bicaméral de la Barbade. Elle est alors composée de 28 députés élus au scrutin uninominal majoritaire à un tour dans autant de circonscriptions uninominales.

## Résultats
|                           |                               |                           |         |       |      |        |               |  |  |
| Partis                    | Partis                        | Partis                    | Voix    | %     | +/-  | Sièges | +/-           |  |  |
|                           | Parti travailliste démocrate  | DLP                       | 59 900  | 49,77 | 9,68 | 18     | 6             |  |  |
|                           | Parti travailliste            | BLP                       | 51 789  | 43,03 | 2,66 | 10     | 7             |  |  |
|                           | Parti démocrate national (en) | NDP                       | 8 218   | 6,83  | Nv.  | 0      | en stagnation |  |  |
|                           | Indépendants                  | Ind                       | 445     | 0,37  | 0,22 | 0      | en stagnation |  |  |
|                           |                               |                           |         |       |      |        |               |  |  |
| Suffrages exprimés        | Suffrages exprimés            | Suffrages exprimés        | 120 352 | 98,90 |      |        |               |  |  |
| Votes blancs et invalides | Votes blancs et invalides     | Votes blancs et invalides | 1 344   | 1,10  |      |        |               |  |  |
| Total                     | Total                         | Total                     | 121 696 | 100   | –    | 28     | 1             |  |  |
| Abstentions               | Abstentions                   | Abstentions               | 69 304  | 36,28 |      |        |               |  |  |
| Inscrits / participation  | Inscrits / participation      | Inscrits / participation  | 191 000 | 63,72 |      |        |               |  |  |